# スロイスの海戦
スロイスの海戦（スロイスのかいせん）は、1340年6月24日に行われた、百年戦争における主要な海戦の1つ。ゼーラント（現オランダ）のスロイス（フランス語名エクリューズ）の港においてイングランド海軍がフランス海軍を壊滅させて、以降ドーバー海峡の制海権を握った。
百年戦争における、三つの重要な海戦の一つといわれる。他の二つはレ・ゼスパニョール・シュール・メールの海戦、1372年のラ・ロシェルの海戦である。

## 背景
1337年にフランスに宣戦して以降、イングランド王エドワード3世は神聖ローマ皇帝ルートヴィヒ4世と結び、舅であるエノー伯等の低地(ネーデルラント）諸侯の軍を雇って北フランスに侵入したが、フランス王フィリップ6世は戦いを避け、低地諸侯も戦意が低かったため特に成果を挙げることができないままだった。1340年には資金も枯渇したため、戦略を変え、アルテベルデの指導の元で、フランドル伯を追放して自治政府を作っていたフランドル都市連合と同盟を結び、王妃のフィリッパをブルッヘに残して、新たな兵と資金を集めに、一旦イングランドに戻った。これは、エドワードが、現在のベルギーにあるブルッヘに、兵を駐屯させたも同然だった 。

五港（シンクポーツ）

一方、フランスはノルマンディーとジェノヴァ傭兵からなる大海軍を集結させ、イングランド海岸や船舶をしばしば襲い、イングランド侵攻を狙っているとも噂されていた。エドワード3世は大臣を替え、議会を開いて資金を得、特別五港（シンク・ポーツ、cinque ports）等から可能な限りの船と兵を集めてフランドルに向かった。
この五港は、イングランド南東部の海港都市、ヘイスティングス、ニューロムニー、ハイス、ドーバー、サンドウィッチの各都市のことで、後にウィンチェルシー、ライも加えられた。海防に当たる任務を負う見返りとして、複数の特権が与えられていた。

## 戦闘
フランス海軍はゼーラントのエクリューズ（スロイス）に集結しており、エドワード3世が黒太子エドワードに宛てた手紙によると、その数は190隻であった。船将はフランス海軍の提督であるユーグ・キエレ（Hugues Quiéret）と陸軍司令官ニコラ・ベユーシェ（Nicolas Béhuchet)とジェノヴァの傭兵船長バルバヴェーラ（Barbavera）だった。ベユーシェは、本職は財務専門の法曹家で、ファヴィエは、彼を何でもこなせる天才と評している。
キエレは、本来はボーケール（現ガール県）の役人であるセネシャル（代官。主に南仏での官職、北部フランスのバイイbailliに相当）を務めていた。この官職は名門貴族のみによる世襲のもので、国王の家内行事を取り仕切る家令的存在であったが、この語はイングランドでも用いられた。
イングランド艦隊は200隻といわれるが、これには兵以外にも、この戦闘に参加したダービー、ペンブローク、ヘリフォード、ハンティングドン、ノーサンプトン、グロスターの各伯爵を始め、著名な貴族の夫人たち、また、郷紳（ジェントリ）の夫人たちが、ガン（ヘント）にいる王妃フィリッパに謁見すべく、艦隊の船に乗って向かっており、他にも王妃の侍女など非戦闘員が多く乗っており、少なからぬ輸送船が含まれていたせいとも考えられている。イングランドの歴史書の多くは、イングランド艦隊は戦力では劣勢だったとしている。フロワサールは、フランス軍の『「そのマストが森の様に感じられるほどの船の量の大艦隊」にエドワードが攻撃をためらった』と述べており、ジェフリー＝ベイカーも『この艦隊は、戦闘の準備は万端で、まるで要塞のような外観で整列していた』と述べている。

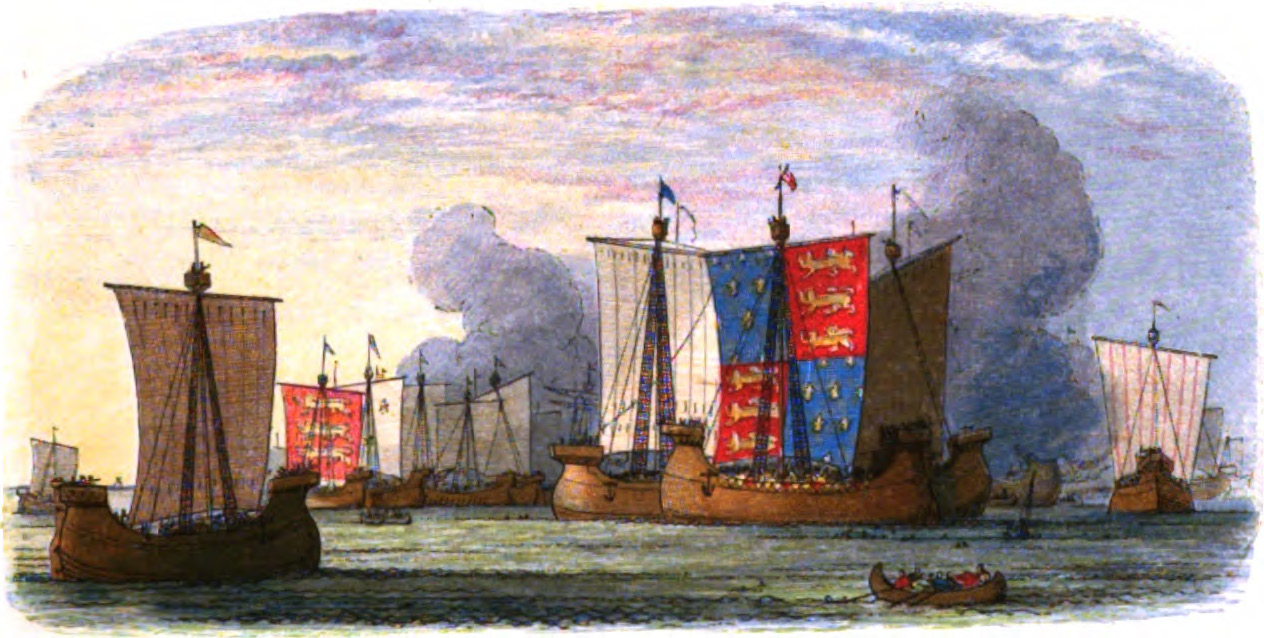
海戦でのイングランド艦

しかし、イングランド軍は、フランスより小規模ではあったものの、戦力においてはひけをとらなかった。3,000人から4,000人の長弓兵とおよそ1,500人のマン・アット・アームズ（中産階層出身の兵士）、武装した水兵、地位の低い部隊の寄せ集めにより構成されていた。フランスの方は、150人のマン・アット・アームズに、2万人近い武装水兵、そして、500人ほどのクロスボウ兵が参戦していた。
イングランド艦隊が近づいて来たという報告を受け、海戦の専門家であり精鋭のガレー船部隊を有するバルバヴェーラは、迎撃して海上での戦闘を提案したが、ベユーシェはこれを却下して、港に碇を降ろしたまま、船を鎖でつなぎ合わせて巨大な要塞にして迎え撃つことにした。両軍ともガレー船をあまり所有しておらず、その代わりに、船首楼と船尾楼、戦闘用の甲板、マストヘッドに小さな射撃用の装備をつけた商用のコグ船を用いていた。当時のガレー船の戦術において、雑多な船の寄せ集めで統一的な行動が取れないこと、兵力では優勢であることを考えれば、これは当然の策といえる。しかしこれに不満なバルバヴェーラは、配下の20隻ばかりのガレー軍船を引き連れて、イングランド艦隊の一部と交戦し、エドワード3世を負傷させ、イングランド船1〜2隻を拿捕して戦場からの離脱に成功した。エドワードは、すぐに怪我から立ち直り、24日の朝、港に駐留するフランス艦隊と対戦した。ズウィン川河口に入って来たイングランド軍を待ち受けていたものは、船をつないで防衛線を張るフランス艦隊だった。エドワードは、退却すると装いつつ反撃に転じたが、結果としては駆け引きなしの交戦であり、正面の両翼に、長弓兵の船を配置していた。

### 長弓兵の活躍

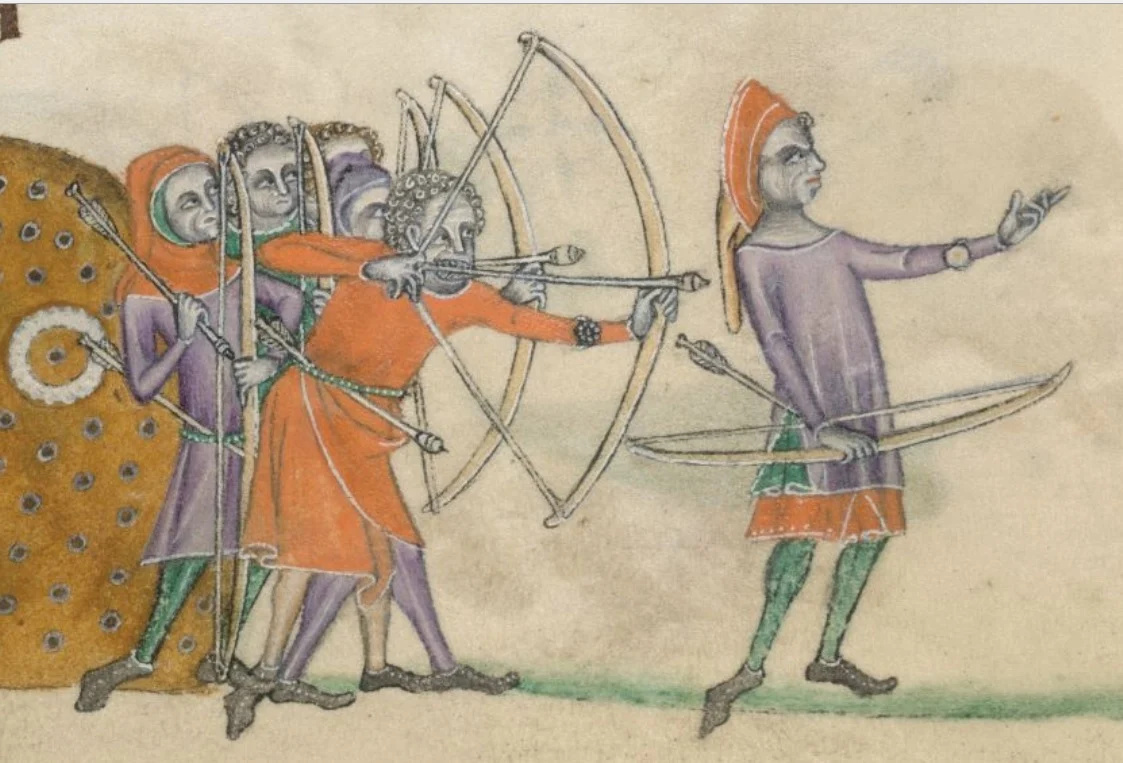
長弓（ロングボウ）兵

3列に分けて配備されたイングランド艦隊は風上から太陽を背にした優位な位置を占めていた。イングランド艦隊は、先頭列の船には長弓兵が多く乗っていた。フランスの艦隊に近づくと、彼らは一斉に矢を放った。フランスもクロスボウで反撃を試みたものの、及ばなかった。エドワードは、一隊を正面から、他の一隊を側面から攻撃させた。当時の海戦は敵船に乗り込んでの奪い合いが主体で、そのまま白兵戦となったが、イングランド軍優位のまま、戦況は夕方までもつれ込み、フランドル艦隊約50隻が参戦したことでイングランドの勝利は確定した。白兵戦になったことで、万全の装備を身につけたイングランド兵たちは、長弓兵の援護を受けながら、次々と相手を仕留めて行った。当初の犠牲者数が少なかったことも、イングランドに有利に働いた。長弓による効果は大きかった。
マーティン・J・ドアティーは、恐らくは、1815年のワーテルローの戦いでも、火器に代わって長弓兵が通用したのではないかとも言っている。大砲や銃、さらには銃剣などの火器が後世主流となったのは、扱いが簡単であるため、早く兵士を訓練できるのが主な理由であり、火器の効率が必ずしもいいからではなかった。

## 結果

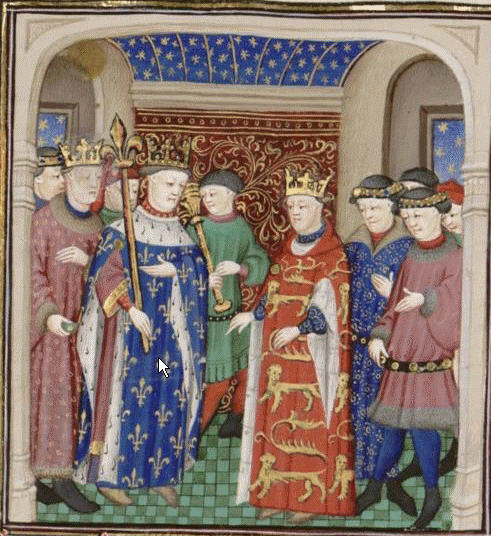
フィリップ6世（左）とエドワード3世。フロワッサール『年代記』より

フランス艦隊はほぼ全てが破壊されるか捕囚された。溺死者も含め人的被害も多く、2人のフランス軍指揮官は戦死した。捕らえられて処刑されたとも言われる。イングランド側の損害は少なかったとも、また、かなりの被害を受けたとの見方もある。モラ＝デュ＝ジュールダンは、ベユーシュが捕虜になった時、犯罪者のように帆桁で吊るし首にされる直前、エドワードの乗艦トーマス号上でエドワードに凶行を働いたとされる。
これ以降イングランドはドーバーの制海権を握り、イングランドからの兵・物資・資金の輸送が容易になったため、本格的な侵攻が可能となった。また、フランスに対する初めての大きな勝利であり、それまではフランス王も諸国の君主、諸侯達もエドワード3世のフランス王位の主張を軽く見ていたが、この勝利によりその主張に現実味がでてきた。
フランス側では、敗戦の原因はバルバヴェーラがいち早く戦場から離脱したこととされ、また、ノルマンディーの援軍についても、フロワサールなどによれば、こういう見方もあったようである。
フランス人はこれらのノルマンディー人を大して尊重していない。何人かは、『これらの海賊が死んでも我々はなにも失う所がない』、と言っている。奴らはこそ泥でしか無い…。フランスの王は彼らの死によって20万フロランを儲けた。彼らの四箇月分の給料を払わなくて済んだこと、海が彼らの海賊行為から解放されたことがその理由である。
勢いづいたイングランド軍の攻勢はその後ぱっとせず、同年中に両国は休戦条約を結んだが、これは新たな戦いの準備のためであり、1341年のブルターニュ継承戦争、デイヴィッド2世のスコットランドへの帰国などにより、本格的な長期戦争に入ることになった。
フィリップ6世は、新しい提督に彼の遠い従兄弟ルイ＝デスパーニュ（またはルイス＝デ＝ラ＝セルダ、カスティーリャ王アルフォンソ10世の曾孫でクレルモン伯及びタルモン伯、後のカナリア諸島統治者）を任命し新たな海戦に備えた。また勝利したものの、海軍力の脆弱さを改めて考えさせられることになったイングランドは、艦隊を整備しこれがブルターニュにブレストなどの拠点を築くきっかけになった。